# Futa Toro

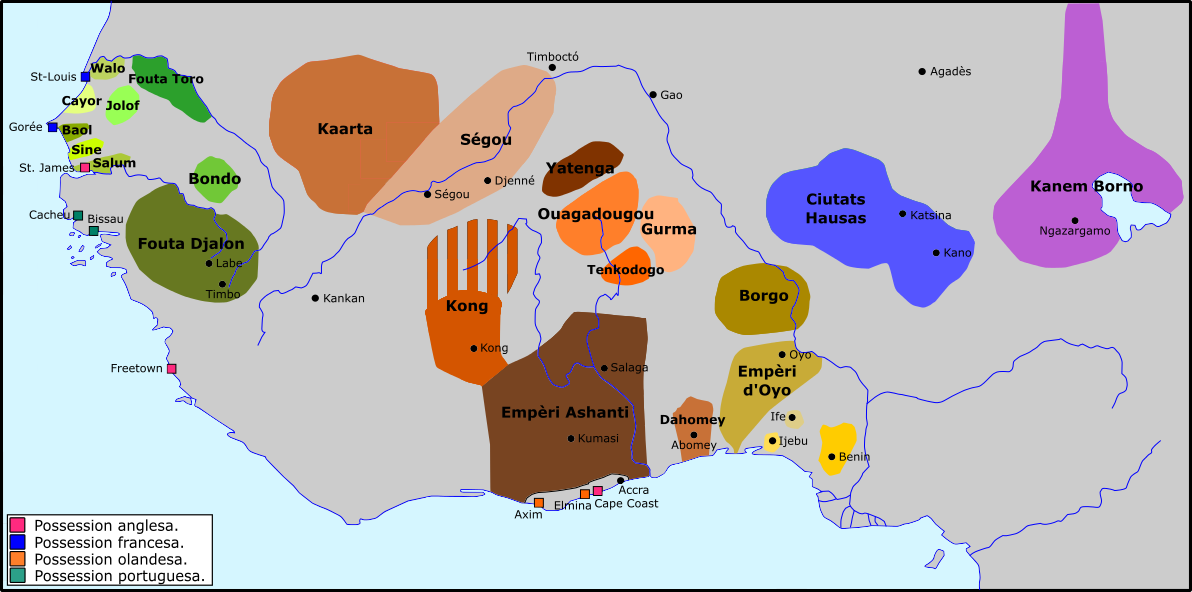
Futa Toro y los reinos de África Occidental hacia el.

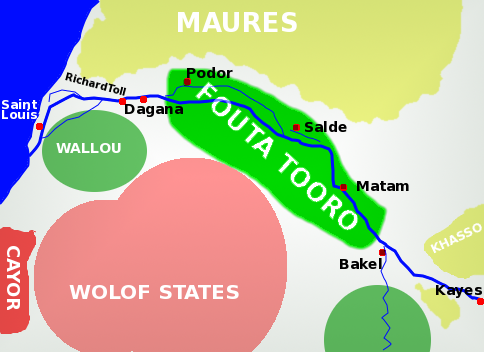
Futa Toro y sus vecinos hacia el.

Futa Toro (en wólof y fula: Fuuta Tooro; en francés: Fouta-Toro), o simplemente Futa, es una región semidesértica alrededor del tramo medio del río Senegal. La región se sitúa a lo largo de la frontera entre Senegal y Mauritania. Tiene buen suministro de agua y tierras fértiles en la zona cercana al río, pero las partes más alejadas son porosas, secas y estériles. La región es históricamente significativa por sus teocracias islámicas, estados fulani, ejércitos de yihad y migraciones hacia Futa Yallon.

## Geografía
La región de Futa Toro se extiende a lo largo de 400 kilómetros, pero con una anchura máxima de 20 kilómetros a ambos lados del río Senegal. La parte occidental se llama Toro, mientras que las partes central y oriental se llaman Futa. La porción central incluye las provincias de Bosea, Yirlabe Hebbyabe, Law y Hailabe. La parte oriental, las provincias de Ngenar y Damga. Las regiones norte y oeste de Futa Toro son tierras yermas del Sáhara. Históricamente, todas las provincias geográficas de Futa Tora eran pedazos de tierra fértiles debido a las llanuras aluviales presentes, y el control de estos recursos estaba en manos de familias que dominaban cada zona. Lo largo de la franja implicó que la región estuviera dividida entre muchas familias, y los derechos de las herencias de una generación a la siguiente llevaron a muchas disputas familiares, crisis políticas y conflictos.

## Historia
La palabra Futa era el nombre general que los fulbe daban a la zona en la que vivían, mientras que Toro era el nombre real de la región para sus habitantes. Los pueblos que habitaban la región hablaban pulaar, un dialecto de los idiomas fula que se extendían desde Senegal hasta Camerún. Se identificaban con el idioma, lo que dio lugar para su población al nombre haalpulaar'en («los que hablan pulaar»). Los haalpulaar'en se conocen también como toucouleurs o pueblo tukulor, nombre derivado del antiguo estado de Takrur.
El Islam llegó a la región en sus etapas tempranas. Los toucouleurs de la región se convirtieron hacia el siglo XI. La región perteneció a muchos poderes islámicos tras ello. El estado de Denanke (1495/1514-1776) fue el origen del pueblo toucouleur moderno. Las migraciones de los fulbe crearon estados en Futa Toro y Futa Yallon al sur.

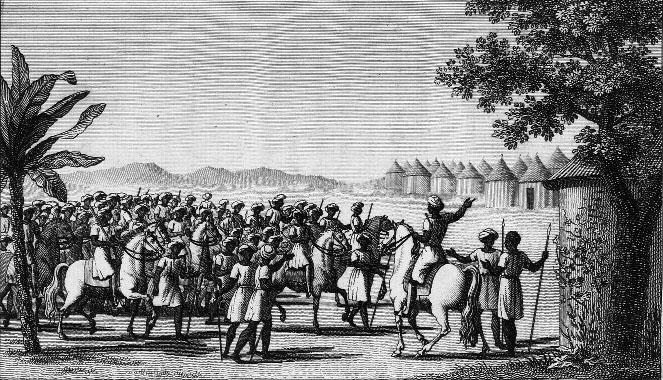
Marcha del ejército de Futa Toro (1820).

El ascenso del Imanato de Futa Toro en 1776 encendió una serie de movimientos reformistas islámicos y yihads. Pequeños clanes de eruditos sufíes, los torodbe, acumularon poder en estados en toda África Occidental.
En la década de 1780, Abdul Kader se convirtió en almami (líder religioso y gobernante del imanato), pero sus fuerzas no fueron capaces de extender la revolución a los estados vecinos.
El Imanato de Futa Toro se convirtió más tarde en inspiración y base principal de reclutamiento para las yihads del conquistador toucouleur El Hadj Umar Tall y del rebelde anticolonial Mahmadu Lamine. A pesar de la resistencia, la región de Futa Toro estuvo bajo el firme control de las fuerzas coloniales francesas que se trasladaron desde el moderno Senegal hacia 1900. Tras su independencia, el núcleo de la región, la parte al sur del río Senegal, pasó a pertenecer al estado moderno de Senegal, mientras que la parte norte pasó a formar parte de Mauritania.
El músico senegalés de worldbeat Baaba Maal es originario de la ciudad de Podor, en Futa Toro.